# Partido judicial de Almuñécar
El partido judicial de Almuñécar es  el partido judicial n.º 9 de la provincia de Granada y uno de los nueve partidos en los que se divide la provincia de Granada, en España.

## Ámbito geográfico
Municipios y pedanías:
- Almuñécar; pedanías de La Herradura y Velilla-Taramay
- Jete
- Lentegí
- Otívar